# Simvastatin
Simvastatin (handelsnavn: Zocor) er et kolesterolsænkende lægemiddel i statin gruppen. Stoffet er et syntetisk derivat af lovastatin; et fermenteringsprodukt fra svampen Aspergillus terreus. Simvastatin anvendes som behandling af og forebyggende imod hjerte-kar sygdomme.